# Bezirk Bülach
Bezirk Bülach är ett av de tolv distrikten i kantonen Zürich i Schweiz. 

## Indelning
Distriktet består av 22 kommuner:

- Bachenbülach
- Bassersdorf
- Bülach
- Dietlikon
- Eglisau
- Embrach
- Freienstein-Teufen
- Glattfelden
- Hochfelden
- Hüntwangen
- Höri
- Kloten
- Lufingen
- Nürensdorf
- Oberembrach
- Opfikon
- Rafz
- Rorbas
- Wallisellen
- Wasterkingen
- Wil
- Winkel